# ラーチャミトラーポーン勲章
ラーチャミトラポーン勲章（ラーチャミトラーポーンくんしょう）あるいはラジャミトラボーン勲章（ラジャミトラボーンくんしょう）は、ラーマ9世（プーミポンアドゥンラヤデート）によって創始されたタイ王国の勲章。正式名称はเครื่องราชอิสริยาภรณ์อันเป็นมงคลยิ่งราชมิตราภรณ์, 英語ではThe Most Auspicious Order of the Rajamitrabhor, なお略称はร.ม.ภ.である。1962年にラーマ9世によって諸外国との友好関係が大いに発展し、外国の君主に対して贈ることがふさわしい勲章として創設され、タイ国内で最高位の勲章である。「ラーチャミトラーポーン」とは「王の友好の証」という意味である。
ラーチャミトラーポーン勲章は国王がその主席を務め、授与する事のできる勲章であり、現在までに27の叙勲があった。

## 勲章の詳細
ラーチャミトラーポーン勲章は1セットに以下の装飾品が含まれる。
首掛け用印章チャクラと三叉がつながった形をしており、ダークブルー円の中にダイアが装飾されている。円の縁はダイアモンドをはめ込むための銀が彫られており、金の閃光の形を知多した物が8本ある。裏側には御署名の省略形 ภ.ป.ร. が彫られており、縁は青色である。全面の上側には記章と金色の王冠があり、金色の閃光の形をした物がナンバンサイカチの形をしたネックレス部分に掛かっている。印章の掛かる部分には御署名がかかれてあり、ダイアで飾られている。黄色の七宝焼きの蓮の形をしていて、首に掛けるようになっている。
肩掛け用印章ほとんど首掛け用印章と同じ形をしているが、サイズが小さい。チャクラと三叉が白の七宝焼きでデザインされており、裏側には御署名がある。肩掛け用の布は10cmの幅があり、両端に5ミリ程度の白い線が縦に入っている。
星型の副章金のナーラーヤナ神（ヴィシュヌ神）がガルダに乗っている像が白い七宝焼きの円の上にあり、円の縁はダイアモンドをはめ込むための銀が彫られており、金の閃光の形を知多した物が8本ある。
また、これらのほかに女性用に少しサイズの小さい物もある。

## 叙勲者の一覧

### 国王
| 名前                             | 受章年月日                  | 備考 |
| -------------------------------- | --------------------------- | ---- |
| プーミポン・アドゥンヤデート国王 | 1962年（仏暦2505年）6月11日 |      |
| ワチラーロンコーン国王           | 2016年（仏暦2559年）12月1日 |      |

### 外国元首等
| 氏名                                     | 国名         | 地位                     | 授与日                       | 備考   |
| ---------------------------------------- | ------------ | ------------------------ | ---------------------------- | ------ |
| サイイド・ハルン・プトラ国王             | マラヤ連邦   | マラヤ国王               | 1962年（仏暦2505年）6月20日  | [ 4 ]  |
| ハインリヒ・リュプケ                     | 西ドイツ     | 西ドイツ大統領           | 1962年（仏暦2505年）11月21日 | [ 5 ]  |
| ネ・ウィン                               | ビルマ       | ビルマ連邦革命評議会議長 | 1962年（仏暦2505年）12月14日 | [ 6 ]  |
| パウロス国王                             | ギリシャ王国 | ギリシャ国王             | 1963年（仏暦2506年）2月14日  | [ 7 ]  |
| サワーンワッタナー国王                   | ラオス王国   | ラオス国王               | 1963年（仏暦2506年）3月22日  | [ 8 ]  |
| 昭和天皇                                 | 日本         | 日本天皇                 | 1963年（仏暦2506年）5月27日  | [ 9 ]  |
| 蔣介石                                   | 中華民国     | 中華民国総統             | 1963年（仏暦2506年）6月5日   | [ 10 ] |
| ディオスダド・マカパガル                 | フィリピン   | フィリピン大統領         | 1963年（仏暦2506年）7月9日   | [ 11 ] |
| ユリアナ女王                             | オランダ     | オランダ女王             | 1963年（仏暦2506年）10月15日 | [ 12 ] |
| ボードゥアン国王                         | ベルギー     | ベルギー国王             | 1964年（仏暦2507年）2月3日   |        |
| アードルフ・シェルフ                     | オーストリア | オーストリア大統領       | 1964年（仏暦2507年）9月29日  |        |
| オーラヴ5世国王                          | ノルウェー   | ノルウェー国王           | 1965年（仏暦2508年）1月15日  |        |
| 朴正煕                                   | 韓国         | 大韓民国大統領           | 1966年（仏暦2509年）2月10日  |        |
| フランツ・ヨナス                         | オーストリア | オーストリア大統領       | 1967年（仏暦2510年）1月17日  | [ 13 ] |
| フェルディナンド・マルコス               | フィリピン   | フィリピン大統領         | 1968年（仏暦2511年）1月15日  | [ 14 ] |
| モハンマド・レザー・パフラヴィー皇帝     | イラン帝国   | イラン皇帝               | 1968年（仏暦2511年）1月22日  |        |
| スハルト                                 | インドネシア | インドネシア大統領       | 1970年（仏暦2513年）3月19日  |        |
| アブドゥル・ハリム・ムアザム・シャー国王 | マレーシア   | マレーシア国王           | 1973年（仏暦2516年）2月1日   |        |
| 全斗煥                                   | 韓国         | 大韓民国大統領           | 1981年（仏暦2524年）7月3日   | [ 15 ] |
| カール・カルステンス                     | 西ドイツ     | 西ドイツ大統領           | 1984年（仏暦2527年）2月29日  | [ 16 ] |
| スルタン・イスカンダル・イブニ国王       | マレーシア   | マレーシア国王           | 1985年（仏暦2528年）12月17日 | [ 17 ] |
| ビレンドラ・ビール・ビクラム・シャハ国王 | ネパール     | ネパール王国             | 1986年（仏暦2529年）5月2日   | [ 18 ] |
| ムハンマド・ジア＝ウル＝ハク             | パキスタン   | パキスタン大統領         | 1987年（仏暦2530年）10月28日 | [ 19 ] |
| フアン・カルロス1世国王                  | スペイン     | スペイン国王             | 1987年（仏暦2530年）11月15日 | [ 20 ] |
| ハサナル・ボルキア国王                   | ブルネイ     | ブルネイ国王             | 1988年（仏暦2531年）10月31日 | [ 21 ] |
| スルタン・アズラン・シャー国王           | マレーシア   | マレーシア国王           | 1990年（仏暦2533年）12月15日 | [ 22 ] |
| 天皇明仁                                 | 日本         | 日本天皇（現上皇）       | 1991年（仏暦2534年）9月21日  | [ 23 ] |
| カイソーン・ポムウィハーン               | ラオス       | ラオス人民民主共和国主席 | 1991年（仏暦2534年）12月27日 | [ 24 ] |
| トゥアンク・サイド・シラジュディン国王   | マレーシア   | マレーシア国王           | 2001年（仏暦2544年）3月24日  | [ 25 ] |
| マルグレーテ2世女王                      | デンマーク   | デンマーク女王           | 2002年（仏暦2545年）2月3日   | [ 26 ] |
| カール16世グスタフ国王                   | スウェーデン | スウェーデン国王         | 2003年（仏暦2546年）2月23日  | [ 27 ] |
| ベアトリクス女王                         | オランダ     | オランダ女王             | 2003年（仏暦2546年）12月26日 | [ 28 ] |
| ミザン・ザイナル・アビディン国王         | マレーシア   | マレーシア国王           | 2009年（仏暦2552年）3月9日   | [ 29 ] |